# Djebel Lkest
Le djebel Lkest (chleuh : ⴰⴷⵔⴰⵔ ⵏ ⵍⴽⵙⵜ Adrar n Lkst ; arabe : جبل لكست) est une montagne située à l'extrémité occidentale de l'Anti-Atlas marocain. Sa cime principale, Afa n Tmzgadiwin, culmine à 2 359 mètres d'altitude. Au nord, la large vallée de l'oued Souss la sépare de la chaîne plus élevée du Haut Atlas.

## Géographie

### Localisation
Le djebel Lkest est situé à 10 km au nord-ouest de la ville de Tafraout. Cette montagne se situe entre les tribus de Chtouka au nord, et les tribus d'Ammeln au sud. Le site est situé à l'intérieur de la chaîne de l'Anti-Atlas occidental.
Au sud, la vallée d'Ammeln, avec ses anciens villages chleuhs traditionnels, sépare le djebel Lkest des terres désertiques commençant au sud jusqu'à l'oasis de Tafraout.
Le côté nord est bien approché depuis Ida Ougnidif, tandis que le côté sud est situé à proximité de l'oasis de Tafraout, une petite ville située à environ 400 km au sud de Marrakech et 170 km au sud-est d'Agadir.

### Topographie
Comme presque toutes les montagnes de l'Anti-Atlas, le djebel Lkest se caractérise par des roches fortement érodées et des éboulis meubles.

#### Afa n Tmezgadiwin

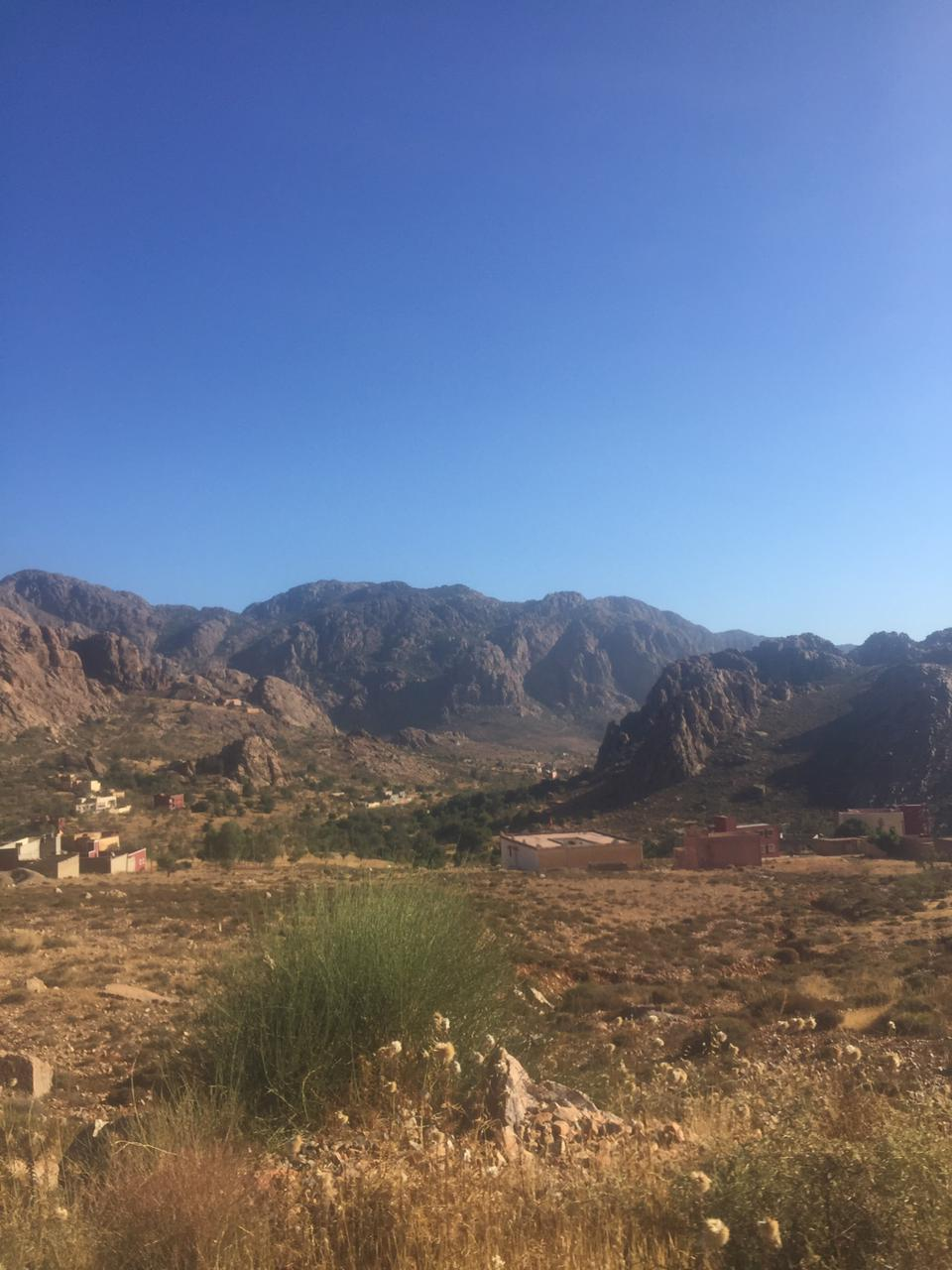
Afa n Tmezgadiwin vu de Toudma.

Afa n Tmezgadiwin (2 359 m) est le point culminant de la puissante crête - dépassant 2 000 mètres d'altitude - qui part du col Tizim Waylim (1 745 m) à l'ouest et se termine sur le col Tarakatin (1 655 m) à l'est, sur environ 35 kilomètres de longueur.

#### Udem Ugerzam

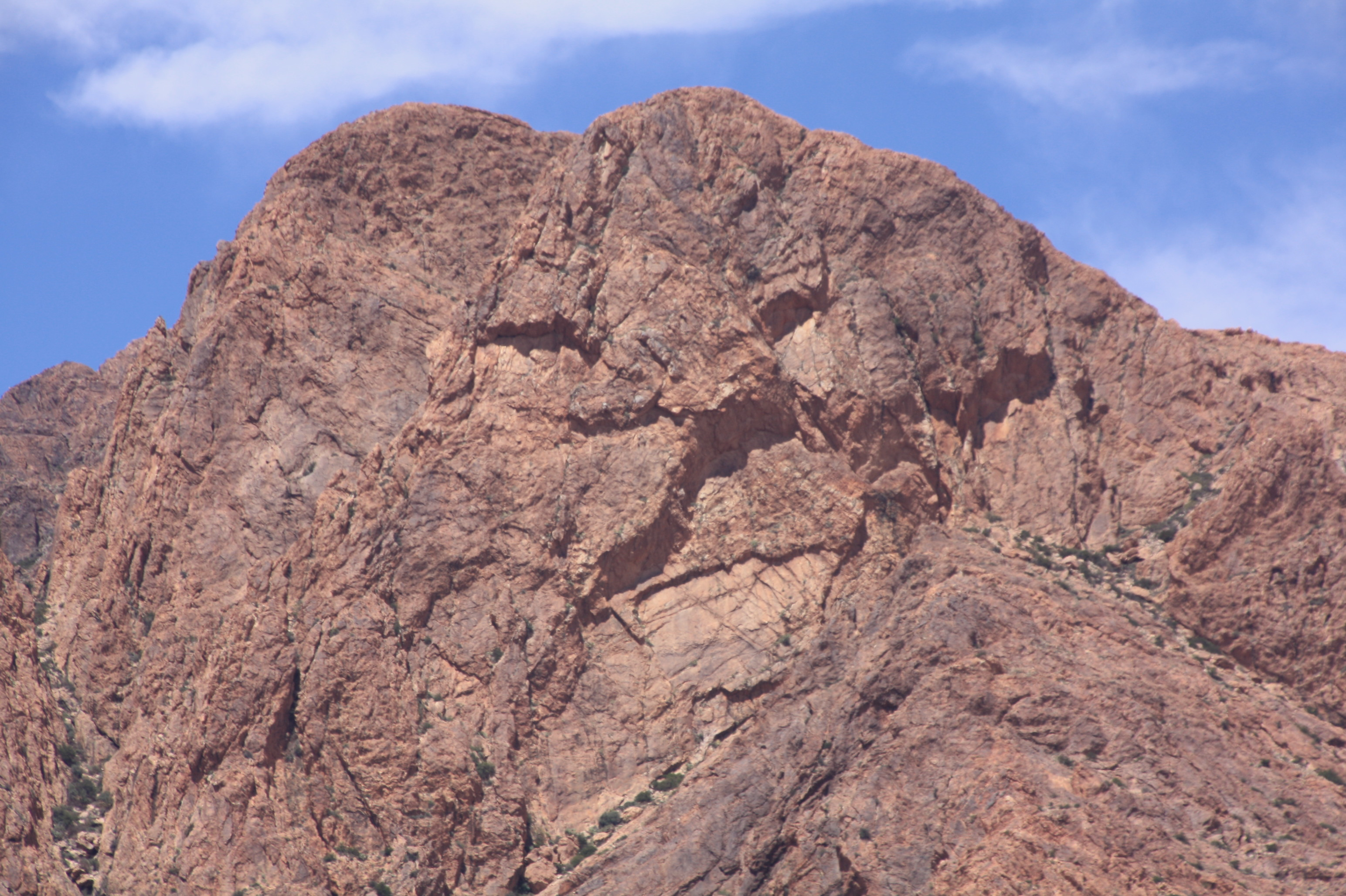
Tête du Lion vue d'Ammeln.

Udem Ugerzam (ou tête du Lion) est situé dans la partie sud du groupe Adrar El Kest, surplombant juste la vallée d'Ammeln. Sa face sud, surplombant l'oasis de Tafraout, est nommée « face du Lion » en raison de sa ressemblance surprenante avec une énorme tête de lion, surtout lorsqu'elle est vue en fin d'après-midi.

### Climat
Peu de pluie tombe dans toute la région. Si la neige tombe en hiver, elle fond généralement en quelques minutes ou quelques heures sous le soleil diurne.

## Activités
Le djebel Lkest est une des zones d'escalade intéressantes et développées de l'Anti-Atlas.